# Oldenburgische G 1
Die Gattung G 1 der Großherzoglich Oldenburgischen Staatseisenbahnen (GOE) war eine Nassdampf-Personenzuglokomotive mit der Achsfolge B. Sie wurde zwischen 1866 und 1891 in drei Serien von verschiedenen Herstellern beschafft.

## Geschichte
Nach den Entwürfen des Obermaschinenmeisters Georg Krauß, der für die Schweizerische Nordostbahn (NOB) bereits zweiachsige Lokomotiven gebaut hatte, bestellte man bei Hartmann in Chemnitz sechs Lokomotiven ohne Gattungsbezeichnung, die mit den Fabriknummern 288 bis 293 noch 1866 geliefert wurden. Darauf folgen 40 Maschinen gleicher Bauart mit der Gattungsbezeichnung G 1, die von Krauss, der inzwischen in München die eigene Lokomotivfabrik gegründet hatte, Wöhlert in Berlin und Hohenzollern in Düsseldorf bis 1877 geliefert wurden. In den Jahren 1889 bis 1891 wurden nochmals acht Maschinen nachbeschafft, deren vergrößerter Achsstand die Erhöhung der Geschwindigkeit auf 75 km/h erlaubte.
Von der Deutschen Reichsbahn sollten noch 19 Maschinen als Baureihe 51.70 übernommen werden, dazu ist es jedoch nicht mehr gekommen, weil bis zur Erstellung des endgültigen Umzeichnungsplans im Jahr 1925 bereits alle Lokomotiven ausgemustert waren.

## Technik

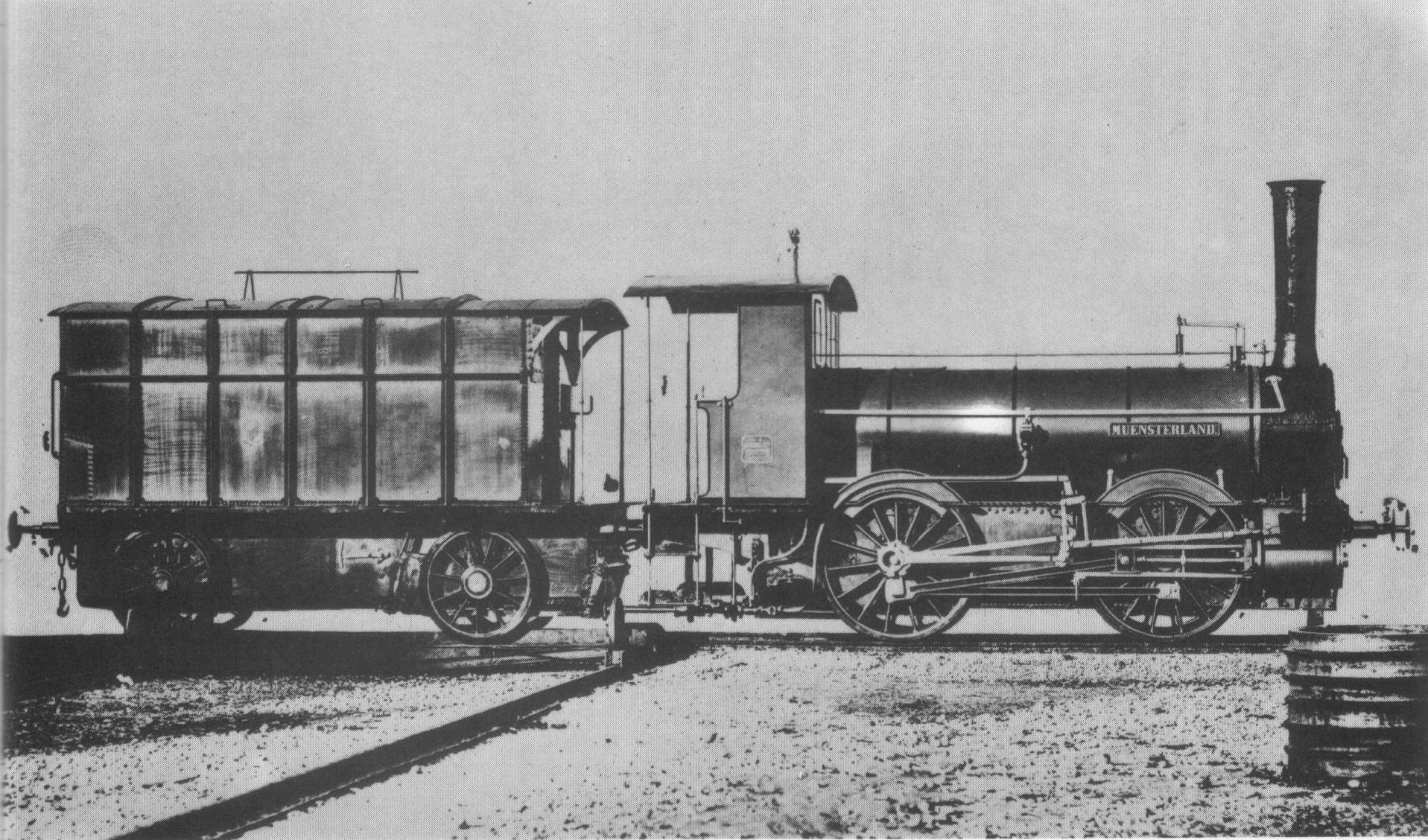
Die Lokomotive MÜNSTERLAND mit Torf-Tender

Die Lokomotive wurde auf der Weltausstellung als „rationelle Lokomotive“ vorgestellt, die kostengünstige Materialien verwendet, einfach zu warten und zu reparieren ist und die Gleise schont. So wurde durchwegs Stahl als Baumaterial verwendet, auch für den Kessel. Dieser war so gestaltet, dass er in wenigen Stunden Arbeit ausgetauscht werden konnte.
Der Rahmen von 20 Lokomotiven war als Wassertank ausgelegt, was als System Krauß bekannt wurde. Die Lokomotiven Nummern 23 bis 26 wurden 1878 in Tenderlokomotiven umgebaut, indem sie eine Führerhausrückwand erhielten und auch am hinteren Ende mit Puffern versehen wurden. Die Lokomotiven wurden bis in die 1870er-Jahre mit Torf befeuert, wobei der Brennstoff mit kleinem spezifischem Gewicht in einem Schlepptender mitgeführt wurde, der an einen gedeckten Güterwagen erinnerte. Auch beim Tender war der Wassertank im Rahmen untergebracht. Ein später zum Schneepflug umgebauter Tender mit Wasserkastenrahmen war bei der Wilstedt-Zeven-Tostedter Eisenbahn bis 1979 im Einsatz.
Lokomotive Nr. 18 FRIESLAND erhielt 1890 versuchsweise einen Kessel mit Wellrohrkessel Bauart Lentz. Er bewährte sich nicht, die Lokomotive wurde 1897 ausgemustert.

## Nr. 11LANDWÜHRDEN

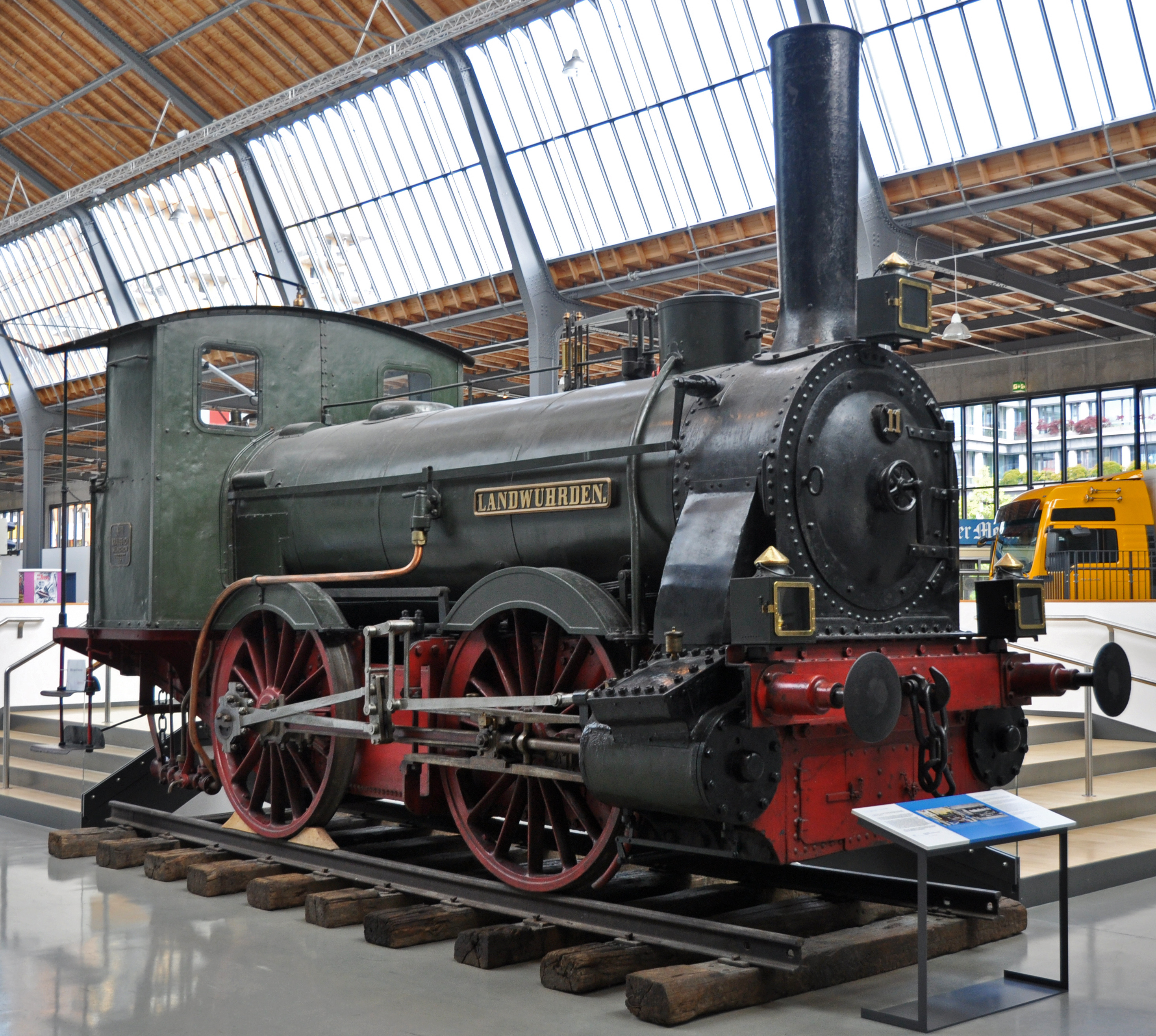
LANDWÜHRDEN im Deutschen Museum

Auf der Weltausstellung 1867 in Paris erhielt die von Krauß gebaute Lokomotive Nr. 11 LANDWÜHRDEN eine goldene Medaille. Sie war gleichzeitig auch die erste Lokomotive aus dem 1866 in München eröffneten Werk. Sie erhielt 1894 einen Ersatzkessel und wurde 1900 nach einer Laufleistung von 860.000 Kilometern ausgemustert. Krauss kaufte die Lokomotive zurück, restaurierte sie und stiftete sie dem Deutschen Museum in München, wo sie im Verkehrszentrum ausgestellt ist.